# Planquadrat-Garten

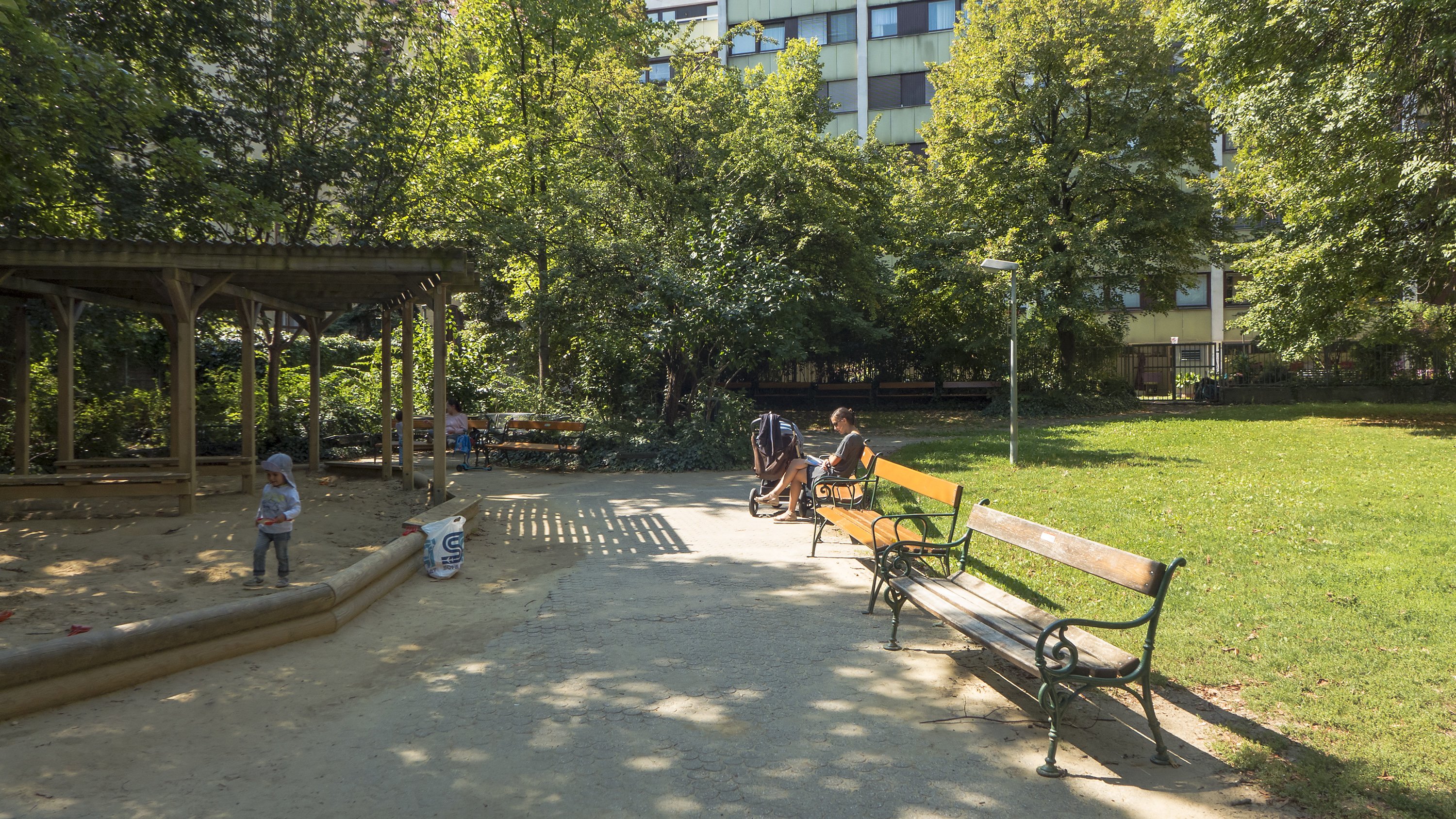
Der Planquadrat-Garten

Der Planquadrat-Garten ist ein durch einen „Gartenhof-Verein“ betreutes Grünareal auf der Wieden in Wien. Neben dem Eingang in der Margaretenstraße 30 ist der Garten auch durch einen Zugang in der Preßgasse 24 erreichbar.
Bei der Gestaltung wurde viel Wert auf Kinderspielplätze gelegt. Auf den Wiesenflächen kann gepicknickt werden. Hunde haben keinen Zutritt. Ein Teil des Parks ist für das anliegende Kindertagesheim der Stadt Wien umzäunt.
Ursprünglich bestand dieses Gebiet aus 34 Innenhöfen, die durch Mauern und Zäune voneinander getrennt waren. Ausgehend von den ersten Gesprächen im Herbst 1973 beschäftigten sich Mitarbeiter des ORF, Anrainer, Planer und Stadtpolitiker über längere Zeit mit der Realisierung des „Planquadrat“-Projekts. Diverse Fernsehsendungen (der ORF begleitete den Prozess, dabei spielten Elisabeth Guggenberger und Helmut Voitl eine große Rolle), Mieter-Versammlungen, Ausstellungen und die Arbeit einer „Planungsgruppe“ sowie die Unterstützung der Stadtverantwortlichen führten letztlich zum Erfolg. Die Stadt Wien verpflichtete sich zur baulichen Anlage einer Grünfläche, die Anrainer zur Pflege und Gestaltung. Zu diesem Zweck wurde ein „Gartenhof-Verein“ gegründet, der nach einer entsprechenden Adaptierung der Hofflächen in der Mitte des Häuserblocks Margaretenstraße, Preßgasse, Mühlgasse und Schikanedergasse ab Sommer 1977 seine Betreuungstätigkeit aufnehmen konnte.